# Georges de Caunes

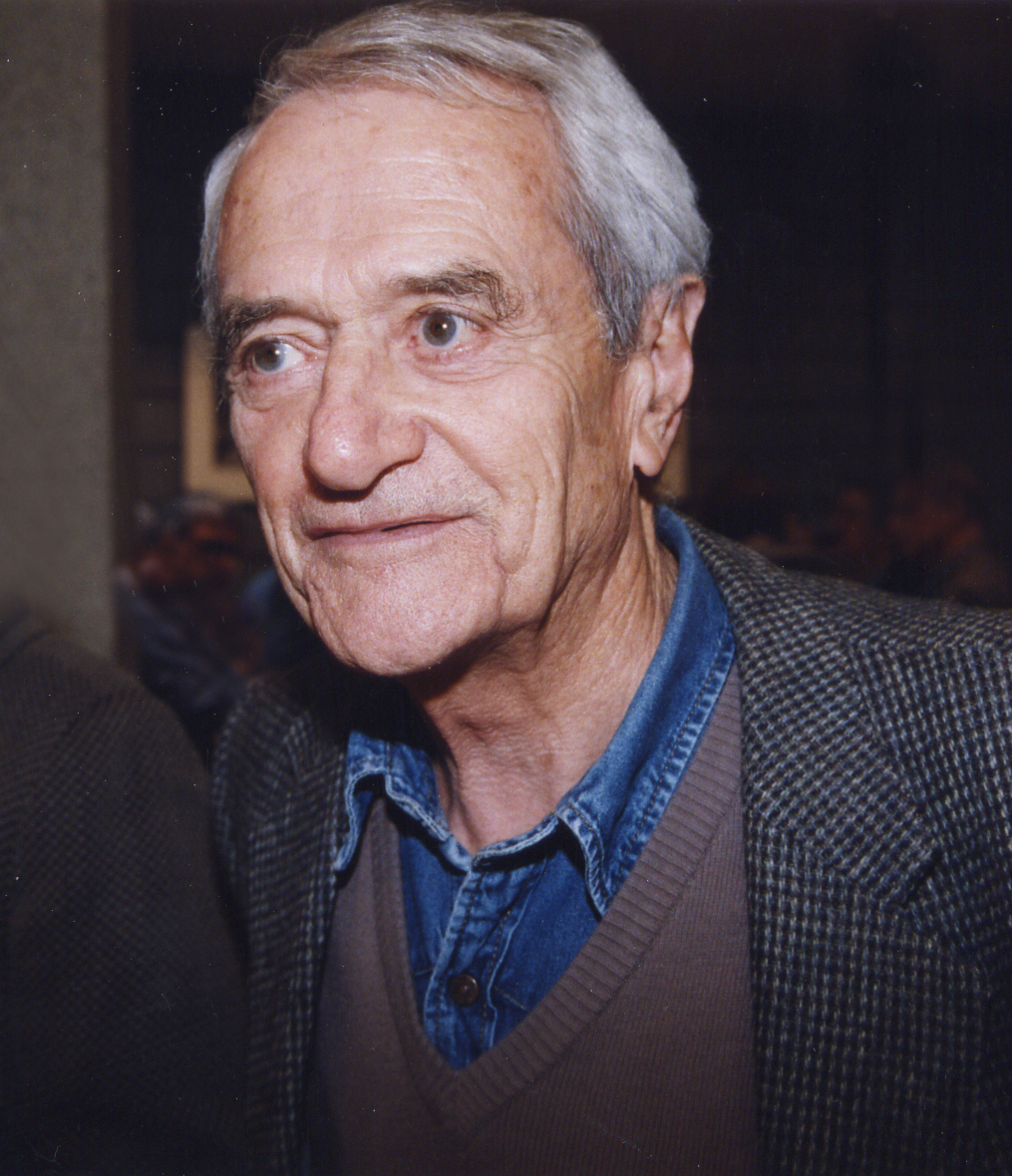
Georges de Caunes, 2000

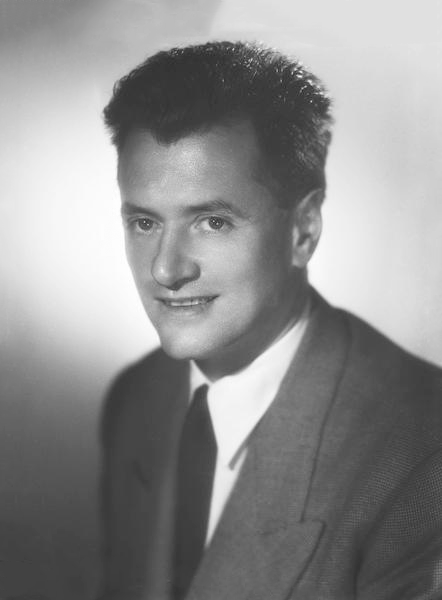
Georges de Caunes, 1953

Louis Georges Gustave de Caunes (* 26. April 1919 in Toulouse; † 28. Juni 2004 in La Rochelle) war ein prominenter französischer Fernseh- und Radiomoderator, Journalist, Autor und Produzent.

## Wirken
Georges de Caunes war über sechs Jahrzehnte im französischsprachigen Hörfunk tätig und trat überdies bisweilen als Darsteller in Filmen in Erscheinung. Der abenteuerlustige Journalist machte verschiedentlich auch international auf sich aufmerksam, zum Beispiel als er für eine Sendereihe im Radio zwischen 1962 und 1963 mit seinem Hund Eder in einer selbstgewählten Robinsonade auf Eiao lebte. Noch im Alter von 71 Jahren ließ der französische Fernsehpionier sich zwei Wochen lang im Zoo de la Palmyre einsperren, um für die Abendnachrichten das Benehmen seiner Artgenossen „mit dem Blick des Gorillas“ zu studieren, was dem deutschen Nachrichtenmagazin Der Spiegel immerhin eine Notiz wert war. Im deutschsprachigen Raum ist er insbesondere bekannt durch den Band Die Söhne der Wüste (1980) bzw. Der verhexte Autobus (2020) der frankobelgischen Comicbuchreihe Die Biber-Patrouille, die in Deutschland ursprünglich unter dem Titel Die Blauen Panther veröffentlicht wurde. Hier tritt er als Comicfigur in seiner Funktion als Moderator des „Abendjournals“ auf, in welchem die Biber zu Gast sind. Er spielt aber auch eine Rolle in dem auf Tatsachen basierenden Jugendbuch Mano. Der Junge, der nicht wusste, wo er war (2005) der deutschen Autorin Anja Tuckermann.

## Privatleben
Georges de Caunes war dreimal verheiratet, zunächst mit der Autorin Benoîte Groult, mit der er zwei Töchter hatte. Seine zweite Ehefrau, die Fernsehmoderatorin Jacqueline Joubert, brachte den gemeinsamen Sohn Antoine zur Welt, der heute zu den bekanntesten französischen Unterhaltungskünstlern gehört. Danach heiratete er die Reporterin Anne-Marie Carmentrez, mit der er zwei weitere Kinder hatte. De Caunes ist außerdem Großvater der Schauspielerin Emma de Caunes. De Caunes starb 2004 nach längerer Krankheit. 

## Ehrungen
François Mitterrand verlieh Georges de Caunes sowohl den nationalen Verdienstorden Frankreichs als auch die Mitgliedschaft in der Ehrenlegion. Nach seinem Tod wurden in Frankreich Straßen und kulturelle Institutionen nach dem Journalisten benannt.

## Publikationen (Auswahl)

### Bücher
- mit Bernard Borderie: Tahiti ou la joie de vivre. Éditions Horay, Paris 1957.
- Les Coulisses de la télévision. Plon, Paris 1964.
- Télévisias. Éditions Solar, Paris 1966.
- Histoires d’O-tomobiles. Éditions Solar, Paris 1969.
- Ma part des choses. Mémoires pudiques. Le Pré aux clercs, Paris 1990, ISBN 2-7144-2475-9.
- Imarra, aventures groenlandaises. Hoëbeke, Paris 1998, ISBN 2-84230-058-0.

### Schallplatten
- Chien mon Ami, 1962.
- Déclaration 1964, 1964
- Le Mystère de la Naissance, o. J.

## Filmographie (Auswahl)

### Kino
- 1952: Le huitième art et la manière - Regie: Maurice Régamey (Kurzfilm)
- 1957: Tahiti ou la joie de vivre - Regie: Bernard Borderie
- 1959: Secret professionnel - Regie: Raoul André
- 1961: Alibi pour un meurtre - Regie: Robert Bibal
- 1962: Tartarin de Tarascon - Regie: Francis Blanche
- 1964: La chance et l’amour
- 1973: Jeu de dames - Regie: Christian Lara
- 1974: Le führer en folie - Regie: Philippe Clair
- 1978: Vas-y maman - Regie: Nicole de Buron

### Fernsehen
- 1968: La prunelle
- 1971: Le voyageur des siècles Episode: L’étrange disparition de Philippe d’Audigné - Regie: Jean Dréville
- 1973: Karatekas and co - Episode: La couronne d’Attila
- 1976: Les personnages - Regie: Maurice Cazeneuve

## Theaterstücke
- 1979: Comédie pour un meurtre, Théâtre Tristan Bernard[2]